# Hverdag (dokumentarfilm)
Hverdag er en dansk dokumentarfilm fra 1969 instrueret af Tørk Haxthausen efter eget manuskript.

## Handling
Optagelser fra Russell-tribunalets session november 1967 på Fjordvilla ved Roskilde kontrasteret med dagliglivet i Danmark. De udenlandske indslag i filmen udgjorde en del af det bevismateriale, der blev fremlagt for tribunalet, der behandlede spørgsmålet om amerikanske krigsforbrydelser i forbindelse med Vietnamkrigen.